# بيكستان (غلزار بردسير)
بيکستان (بالفارسية: پیکستان) هي قرية تقع في إيران في البلدة المركزية.